# إيزي لي
إيزي لي (بالإنجليزية: Izzy Lee)‏ هي مخرجة أفلام أمريكية، اشتهرت بفيلمها القصير إنسموث لعام 2015.

## نبذة
بدأت في البداية كممثلة وكاتبة، لكنها تفرعت لصناعة الأفلام. تم إصدار أول فيلم قصير لها باسم Legitimate، في عام 2013 وتم استلهامه جزئيًا من تعليقات النائب تود أكين حول الاغتصاب «الشرعي».
في عام 2015، أصدرت فلم إنزماوث، المستوحى من أعمال lovecraft و تلقت القصة القصيرة بعض الاهتمام الإعلامي.

## روابط خارجية
- إيزي لي على موقع IMDb (الإنجليزية)